# Ragni Maria Gschwend
Ragni Maria Gschwend (* 10. September 1935 in Immenstadt; † 26. Juli 2021 in Freiburg im Breisgau) war eine deutsche Übersetzerin für italienische Literatur und Verlagsberaterin.

## Leben
Nach Schulzeit, Abitur und einer Buchhandelslehre, Verlagsarbeit in Köln, Italienischstudium in Perugia, München und Siena sowie nach Auslandsaufenthalten in England und Paris lebte Gschwend seit 1976 als freie Übersetzerin in Freiburg. Sie war als Redaktionsassistentin an der Reihe rowohlts deutsche enzyklopädie beteiligt und Geschäftsführerin des Bayerischen Schriftstellerverbands.
Sie war Mitglied im PEN-Zentrum Deutschland und im Verband deutschsprachiger Übersetzer literarischer und wissenschaftlicher Werke, VdÜ.
Ab 2001 war Gschwend Präsidentin des Freundeskreises zur internationalen Förderung literarischer und wissenschaftlicher Übersetzungen e. V. Sie starb am 26. Juli 2021 im Alter von 85 Jahren in Freiburg im Breisgau.
Im Jahr 2024 wurde der Deutsch-Italienische Übersetzerpreis, den Gschwend selbst im Jahr 2015 für ihr Lebenswerk erhalten hatte, in Mazzucchetti-Gschwend-Übersetzungspreis umbenannt, um mit Gschwend und Lavinia Mazzucchetti zwei Übersetzerinnen zu ehren, „die als große Stilistinnen wie auch als engagierte Anwältinnen der deutschen bzw. der italienischen Literatur prägend waren“ und „ein Vorbild und eine Inspiration für zukünftige Generationen“ seien.

## Stipendien, Ehrungen und Auszeichnungen
- 1982: Literaturpreis der Stadt Stuttgart
- 1983: Premio Montecchio Maggiore
- 1988: Premio Internazionale J. W. Goethe
- 1989: Premio Monselice (Italo Svevo)
- 1989: Premio Circe Sabaudia (Übersetzung der Lyrik von Margherita Guidacci)
- 1992: Jahresstipendium für Schriftsteller des Ministeriums für Wissenschaft und Kunst des Landes Baden-Württemberg
- 1995: Förderpreis zum Reinhold-Schneider-Preis
- 1995: Calwer Hermann-Hesse-Stipendium
- 2006: Preis der Leipziger Buchmesse in der Kategorie Übersetzung
- 2006: Verdienstmedaille des Landes Baden-Württemberg[5]
- 2008: Paul-Celan-Preis
- 2008: Bundesverdienstkreuz (I. Klasse)
- 2015: Deutsch-Italienischer Übersetzerpreis für das Lebenswerk

## Autorin
- 60 Jahre VdÜ. Aus dem Erinnerungstopf eines Mitglieds der zweiten Stunde, in Souveräne Brückenbauer. 60 Jahre Verband der Literaturübersetzer. Hg. Helga Pfetsch. Sonderheft von Sprache im technischen Zeitalter, SpritZ, Hg. Thomas Geiger u. a. Böhlau, Köln 2014, ISBN 9783412222840 ISSN 0038-8475 S. 61–67
- mit François Bondy: Italo Svevo. Bildbiographie. Rowohlt, Reinbek 1995

## Übersetzungen (Auswahl)
- Carlo Emilio Gadda: Tagebuch der Kriegsgefangenschaft 1918, in: Die Baracke der Dichter. Zu Klampen, Lüneburg 2014, ISBN 978-3-86674-401-1
- Claudio Magris: Das Alphabet der Welt. Von Büchern und Menschen. Hanser, München 2011, ISBN 978-3-446-23759-9
- Antonio Moresco: Aufbrüche. Roman. Ammann, Zürich 2005. Preis der Leipziger Buchmesse, 2006 (Gli esordi)
- Hg., Übers.: Capricci. Skurrile Geschichten italienischer Autoren des 20 Jahrhunderts. dtv-zweisprachig, München 2005. Texte von Stefano Benni, Alessandro Boffa, Italo Calvino, Ennio Flaiano, Tommaso Landolfi, Luigi Pirandello, J. Rodolfo Wilcock